# Planchonella aneityensis
Planchonella aneityensis är en tvåhjärtbladig växtart som först beskrevs av André Guillaumin, och fick sitt nu gällande namn av Herman Johannes Lam och Adriaan van Royen. Planchonella aneityensis ingår i släktet Planchonella och familjen Sapotaceae.
Artens utbredningsområde är Vanuatu. Inga underarter finns listade i Catalogue of Life.